# 千葉市立小谷小学校
千葉市立小谷小学校（ちばしりつ こやつしょうがっこう）は、千葉県千葉市緑区おゆみ野4丁目にある公立小学校。

## 概要
鎌取駅から南東に進んだ場所にある小学校で、付近には住宅地が広がる。都川防災調整池が隣接しており、また塩田町誉田町線を隔てた場所には泉谷公園がある。おゆみ野地域のうち、4丁目から6丁目の全域と、3丁目および8丁目の一部を学区としている。
校歌および校章は、1992年度に制定された。校歌は金森三千雄が作詞し、中山千秋が作曲した。歌は3番まであり、序盤と終盤の部分は共通した歌詞となっている。校章は、シンボルタワーを模した五角形のマークを中央に配し、両脇には五角形のうち一部を膨らませたマークを添えている。これら3つの図形は「知」「徳」「体」を表しており、中央の五角形の中には校名の「小谷」を記している。その周りには、郷土の花であるハナミズキの花びらを配している。知徳体の調和がとれ、ハナミズキに込められた郷土と自然を愛する児童になるよう願いが込められている。

## 沿革
- 1991年度（平成3年度）
  - 4月1日 - 泉谷小学校から分離開校[3][2]。
  - 保護者会（こやつ会）が発足[2]。
- 1992年度（平成4年度） - 校歌と校章を制定[2]。
- 1993年（平成5年）4月1日 - 有吉小学校が分離開校[3][2]。
- 1995年度（平成7年度） - 普通教室を6室増設[2]。
- 1997年度（平成9年度） - 地域ぐるみ教育の指定校となる（3年間）[2]。
- 1998年度（平成10年度） - コンピューター室を設置[2]。
- 2005年度（平成17年度） - 幼保小関連教育の指定校および、環境学習モデル校に指定[2]。
- 2006年度（平成18年度） - 放課後子ども教室を開設[2]。
- 2008年度（平成20年度） - 特別支援学級「はばたき学級」を開設。文部科学省より、地域ぐるみの安全体制整備推進事業に指定[2]。
- 2009年度（平成21年度） - 市教育委員会よりボランティア活動推進協力校に指定（3年間）[2]。
- 2011年度（平成23年度） - 給食調理業務の民間委託を開始[2]。
- 2013年度（平成25年度） - 小谷小子どもルームを校庭脇に移設[2]。

## 教育目標
出典：
このほかに、生活目標の合言葉がある。
- あ - あいさつを自分から進んでする子
- じ - じかんを守る子
- み - みんなで知恵をしぼり、汗を流す子
- そ - そうじをがんばる子

## 施設概要
校地面積は24,750平方メートルである。
- 校舎 - 鉄筋コンクリート造2階建て。

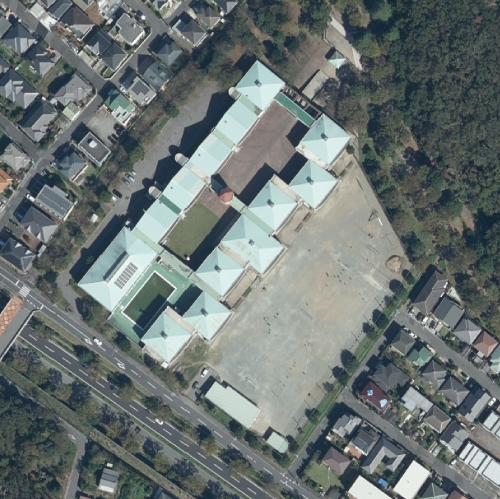
空中写真（2019年10月）

- 体育館 - 2014年度には耐震補強工事を行っている[2]。
- プール
- 校庭
- 小谷小子どもルーム - 2020年4月からはテルウェル東日本が運営している[5]。

## 学校行事
| - 4月 前期始業式、入学式、避難訓練 - 5月 内科検診 - 6月 学習参観 | - 7月 個人面談 - 8月 - 9月 全校遠足 | - 10月 前期終業式、後期始業式 - 11月 歯科検診、こやつまつり - 12月 個人面談 | - 1月 学習参観 - 2月 6年生を送る会 - 3月 卒業証書授与式、修了式 |

## 進学先の中学校
- 千葉市立泉谷中学校 - 緑区おゆみ野中央[1]

## アクセス

### 鉄道
- 東日本旅客鉄道（JR東日本）外房線 - 鎌取駅より徒歩約15分。

### バス
- 「小谷小学校前」停留所（小湊バス）から徒歩約1分。

## 周辺
- 都川防災調整池
- おゆみ野のりくら公園
- 泉谷公園